# ماكس وولف (ملحن)
ماكس وولف (بالألمانية: Maximillian Wolff)‏ هو ملحن نمساوي، ولد في 1 فبراير 1840 في مورافيا في التشيك، وتوفي في 23 مارس 1886 في فيينا في النمسا.